# Embalse de La Grajera
El Embalse de La Grajera está situado a 5,7 km del centro de la capital riojana, Logroño (España). Tiene una capacidad de 2 hm³. Se accede, además de por carretera, por la vía verde que la une con la ciudad, y que forma parte también del Camino de Santiago. En su entorno se encuentra uno de los tres campos de golf de La Rioja.

## Historia

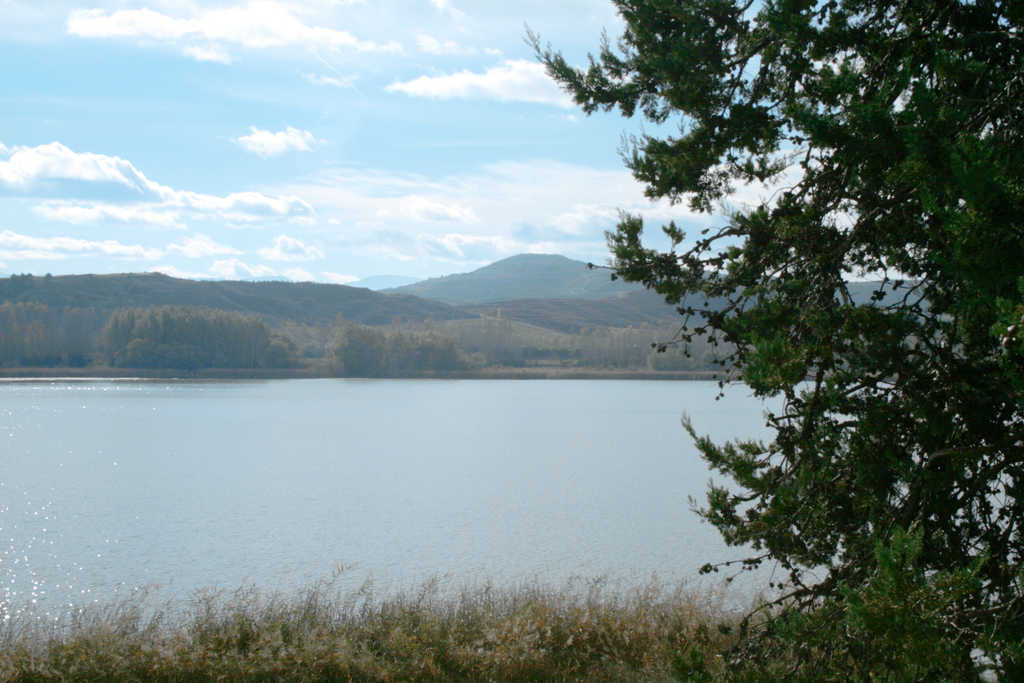
Embalse de la Grajera.

El embalse de La Grajera se terminó de construir en 1880, a raíz de una propuesta que hizo el entonces alcalde de Logroño, el Marqués de San Nicolás seis años atrás, en 1877, sobre lo que probablemente sería una pequeña laguna endorreica, para almacenar agua procedente del río Iregua con la que regar las huertas que se encontraban al sur de la ciudad. El 2 de mayo de 1878 se adjudicaron las obras, y los encargados de llevarlas a cabo fueron los ingenieros Cesáreo Moroy y Amós Salvador Rodrigáñez. El 13 de junio de 1880 el nuevo pantano fue inaugurado, con el Marqués de San Nicolás como figura estelar del acto. El éxito del proyecto hizo que su capacidad se ampliase en el año 1896. En 1913, el ingeniero Manuel Lorenzo Pardo reconstruyó la presa.
Posteriormente el entorno se acondicionó para su uso como parque recreativo, que ha ido ampliándose hasta pasar en 1999 de las 87 hectáreas originales a las 427 actuales.

## Áreas
La Grajera se trata de una de las pocas zonas húmedas que existen en la región, hábitat de numerosas especies vegetales y animales, donde se combina el respeto a la naturaleza con la posibilidad de realizar actividades lúdicas, deportivas y de educación ambiental. Para ello se han dispuesto tres zonas diferenciadas: de acogida, restringida y de protección.

### Área de acogida

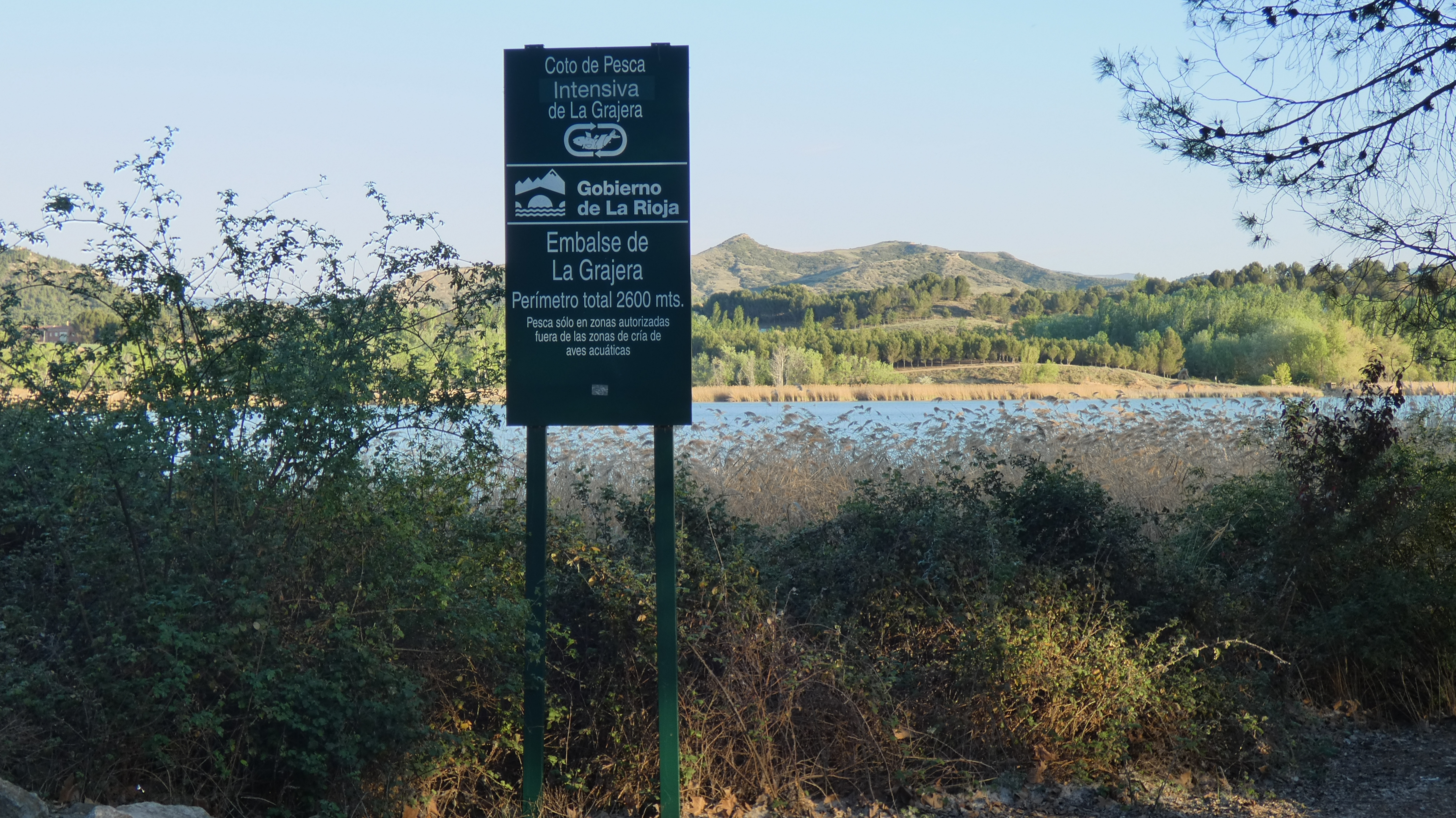

El área de acogida, de libre acceso, comprende las entradas al parque, tanto por carretera como por la vía peatonal, así como las instalaciones para los visitantes. Aquí están ubicados el aparcamiento, bar, restaurante y zona de merenderos, con asadores, bancos y mesas. También encontramos el 'aula didáctica', que cuenta con una sala de juegos, exposición, audiovisual y biblioteca. Desde aquí se coordinan los servicios de información, visitas guiadas, cursos, talleres, juegos y otras actividades medioambientales.

### Área de restricción

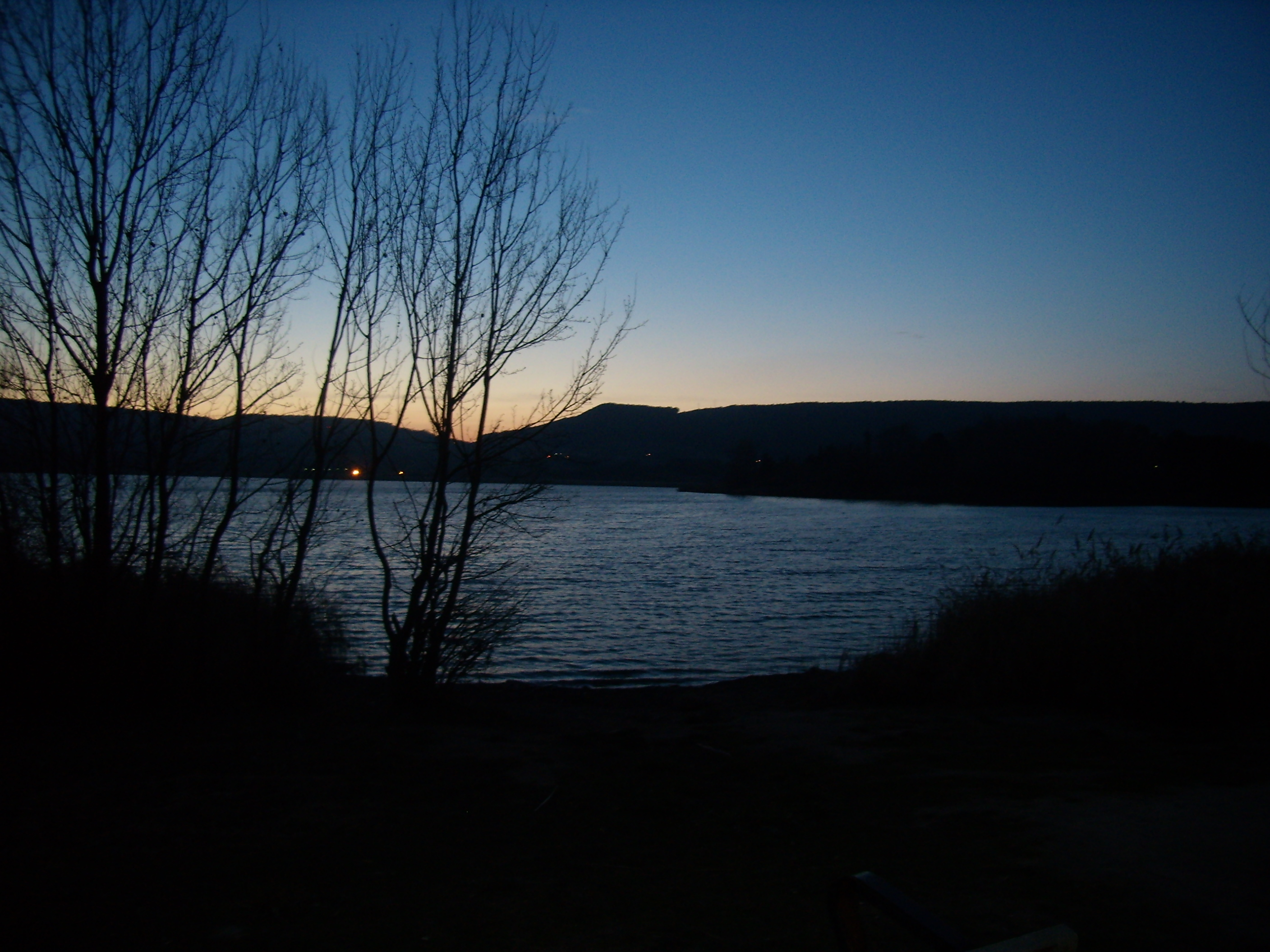

Muy cerca del área de acogida se encuentra el observatorio de aves, un recinto camuflado entre la maleza, con pequeñas ventanas rectangulares, desde el que es posible observar numerosas aves acuáticas, tales como: aguilucho lagunero, focha, ánade real, garzas, pato cuchara o somormujos. El aula dispone de prismáticos y telescopios para uso de los aficionados. Con paciencia, se puede ver a los cormoranes secando sus alas al sol, o algún aguilucho lagunero sobrevolando el embalse.

### Área de protección
La lámina de agua, de 32 hectáreas de superficie y una profundidad media de 5,5 metros, y la vegetación que la rodea conforma el área de protección del parque. No es posible acceder a ella salvo para fines científicos y educativos, por lo que el baño, el buceo o los paseos en barca están prohibidos.